# Heteropoda robusta
Heteropoda robusta är en spindelart som beskrevs av Fage 1924. Heteropoda robusta ingår i släktet Heteropoda och familjen jättekrabbspindlar. Inga underarter finns listade i Catalogue of Life.